# Fyuse
Fyuse è un'applicazione di fotografia spaziale. Permette agli utenti di acquisire e condividere immagini 3D interattive. Inclinando o ruotando lo smartphone, è possibile visualizzare i "Fyuse" da varie angolazioni, come se si stesse camminando intorno a un oggetto o soggetto.
L'app unisce fotografia e video per un supporto interattivo ed è stata pubblicata per la prima volta per iOS nell'aprile 2014. La versione Android è stata rilasciata alla fine del 2014.

## Applicazione
Fyuse consente agli utenti di acquisire panorami o selfie a 360 ° e consente di visualizzare i momenti catturati da diverse angolazioni. Ha una propria galleria personale, social network e web.
Fyusion ha anche creato una piattaforma di social network simile a Instagram. I Fyuse possono essere condivisi p commentati dai propri follower (chiamati Eco). Le immagini possono anche essere salvate per la visualizzazione privata o condivise in altri social network, come Facebook o Twitter, o incorporate su un sito Web. Inoltre, è possibile scoprire altri fyuse utilizzando il sistema di tag e categorie dell'app. Il feed di One Fyuse è popolato dai migliori utenti e si possono seguire le persone per vedere quando pubblicano un nuovo fyuse. L'app troverà anche i propri amici se ci si collega con Facebook o account Twitter.
Per creare un fyuse, ci si sposta intorno a un soggetto con la fotocamera in una direzione o muovendo il proprio telefono mentre si tiene il dito sullo schermo.
Combinando fotografia e video, l'app permette di catturare momenti, unendo insieme piccoli frammenti. Secondo il CEO di Fyusion Radu Rusu, una foto si blocca un momento nel tempo, mentre un video cattura i momenti in una linea temporale lineare - entrambi ancora piatti, se visualizzati. Un'immagine Fyuse cattura un momento nello spazio, in cui si può vedere non solo un lato di qualcosa, ma anche attorno a esso.
Al termine del rendering, è possibile modificare i fyuse: tagliare la lunghezza del fyuse e modificare luminosità, contrasto, esposizione, saturazione e nitidezza. Si può aggiungere una vignetta e applicare filtri, con opzioni per regolarne l'intensità. Dopo la modifica, è possibile scrivere una descrizione, aggiungere hashtag e taggare prima di poter pubblicarlo e condividerlo.
La versione 1.0 è stata descritta come "prototipo alfa" e la versione 2.0 è stata rilasciata il 17 dicembre 2014.
La versione 3.0 ha introdotto la codifica 3D mediante la quale gli utenti possono sovrapporre grafica 3D che si anima di conseguenza con ogni interazione per aggiungere un po' 'di contesto al contenuto.
La versione 4.0 è stata rilasciata il 21 dicembre per iOS.
Da gennaio 2016 (v3.2) l'app consente l'esportazione di fyus come Live Photos.
L'app è stata anche descritta come una versione più sofisticata di adesivi 3D e immagini lenticolari.

## Usi
L'app ha molti usi per l'e-commerce, per esempio per gli stilisti che vogliono mostrare un capo in ogni angolazione o immobili e siti di Airbnb che vogliono rendere le loro proprietà in affitto il più allettanti possibile.
L'app può essere utilizzata anche per arte interattiva, panorami a 360 ° e selfie.

## Storia
I tre fondatori di Fyusion Inc., con sede a San Francisco, Radu B. Rusu, CTO Stefan Holzer e vicepresidente dell'ingegneria Stephen Miller, hanno lavorato insieme a Willow Garage, nel laboratorio di ricerca di robotica avviato dal dipendente di Google Scott Hassan nell'area di "robotica personale ". Hassan ha deciso di trasformare il laboratorio in qualcosa di più di un incubatore, suggerendo di trasformare le loro tecnologie in imprese rivolte al consumatore. Rusu ha iniziato con un avvio open source del software di percezione 3D chiamato Open Perception. Fyusion è stata fondata nel 2013 e subito dopo Rusu e i suoi cofondatori hanno brevettato la tecnologia per la fotografia spaziale. La società ha chiuso un round di finanziamento alla fine di maggio, raccogliendo $ 3,35 milioni, incluso un investimento dal cofondatore di Sun Microsystems, Andreas Bechtolsheim. Nel 2014 il team di Fyuse era composto da 13 dipendenti, per lo più ingegneri e designer, assunti da tutto il mondo. Nel marzo 2015 il team ha presentato la sua app alla première di Katy Perry per il " Prismatic World Tour su Epix", dove Perry ha anche portato Fyuse per un test.

## Realtà aumentata
A settembre 2016 Fyusion ha presentato la sua piattaforma per la creazione di contenuti in realtà aumentata. Prende le immagini e le converte in immagini olografiche 3D, per visualizzarle su occhiali AR. Secondo Rusu "rendendo facile alle persone la cattura dell'ambiente circostante su qualsiasi dispositivo mobile, [Fyusion sta] rivoluzionando il modo in cui le persone vedono il mondo che li circonda" e afferma anche che "AR ha successo, chiunque dovrebbe essere in grado di creare contenuti  "in contrasto con l'attuale piccolo numero di creatori di contenuti e un numero ancora minore di lettori hardware ". Secondo lui "le applicazioni della tecnologia [di Fyusion] per consumatori e aziende sono incredibilmente illimitate". La piattaforma utilizza la piattaforma spazio-temporale 3D brevettata dell'azienda che utilizza algoritmi avanzati di fusione dei sensori, apprendimento automatico e visione artificiale. Prima d'impegnarsi a rilasciare un prodotto di consumo separato, l'azienda intende attendere fino a quando il dispositivo Hololens non sarà disponibile al pubblico. Fino ad allora, qualsiasi prodotto creato utilizzando Fyuse è pronto per l'AR e potrà essere mostrata in futuro in Hololens.

## Fyuse - Punto di non ritorno
Fyuse - Point of No Return è un annuncio di fantascienza per Fyuse 3.0, in cui il supporto digitale di Fyuse viene proiettato nel futuro. Nello spot una donna usa un drone per scansionare in 3D un albero con Fyuse e poi ricrearlo con la realtà aumentata.